# HMS Carnarvon
El HMS Carnarvon fue uno de los seis cruceros acorazados de la clase Devonshire construidos para la Marina Real Británica en la primera década del siglo XX. Fue asignado al 3.º Escuadrón de Cruceros de la Flota del Mediterráneo una vez finalizada en 1905 y fue transferido al 2.º Escuadrón de Cruceros de la Flota del Atlántico en 1907. Fue asignado a la Tercera Flota de reserva en 1909 y se convirtió en el buque insignia del 5.º Escuadrón de Cruceros de la Flota del Mediterráneo de la Segunda Flota de reserva en 1912.
Cuando comenzó la Primera Guerra Mundial en agosto de 1914, fue asignado a la Estación de Cabo Verde para buscar asaltantes comerciales alemanes mientras protegía el transporte marítimo británico. El Carnarvon fue transferido al Atlántico Sur dos meses después y asignado al escuadrón que destruyó a la Escuadra alemana de Asia Oriental en la Batalla de las Malvinas. Fue asignado a la Estación de América del Norte y las Indias Occidentales en 1915 y continuó patrullando contra los asaltantes alemanes y escoltando convoyes hasta el final de la guerra. En 1919, se convirtió en buque escuela y luego fue vendido como chatarra en 1921.